# Biserica Adormirea Maicii Domnului din Solești

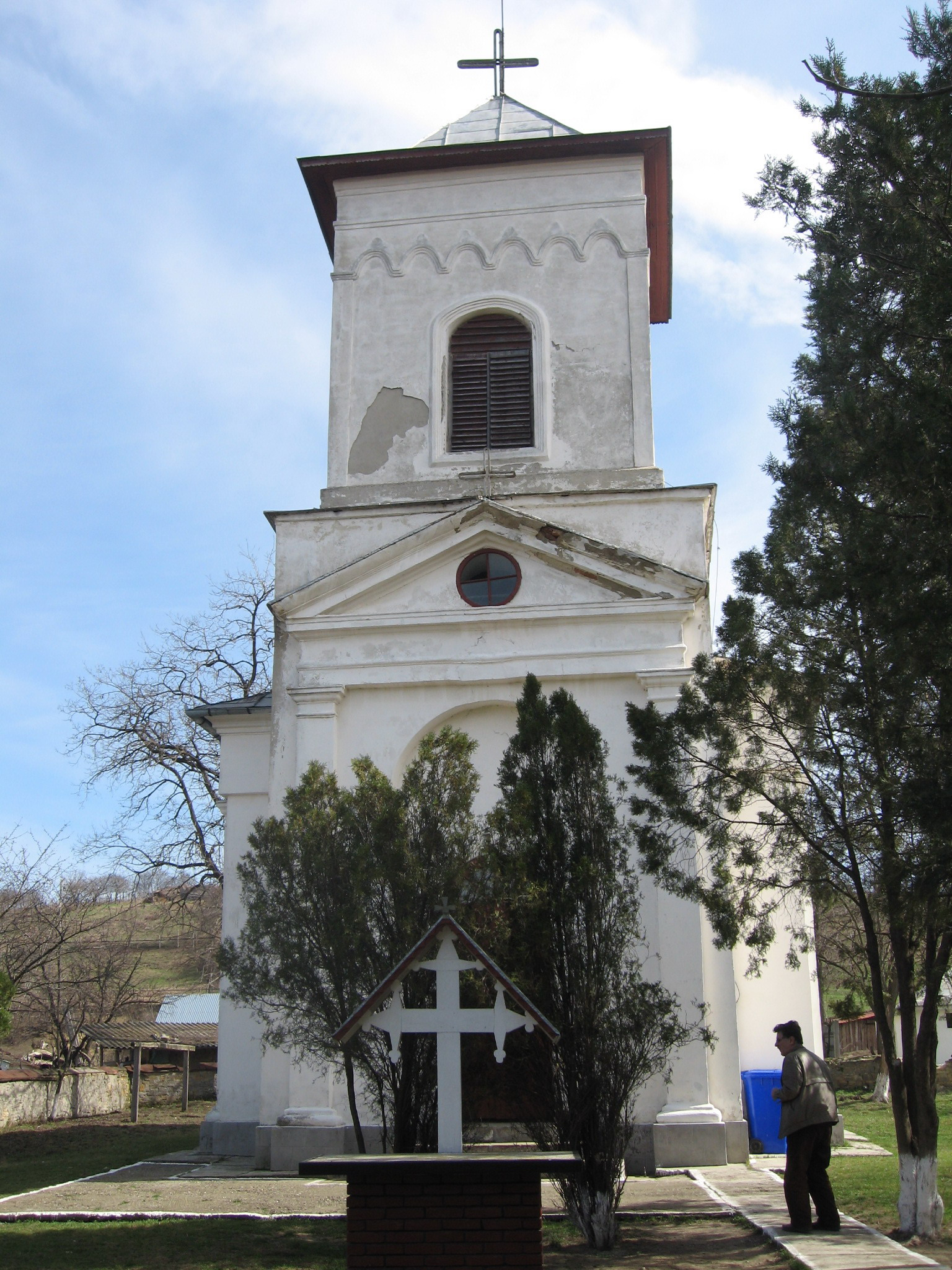
Biserica conacului din Soleşti

Biserica “Adormirea Maicii Domnului” din Solești este o biserică ortodoxă construită între anii 1859-1860 de către Ecaterina Rosetti (văduva postelnicului Iordachi Rosetti-Solescu și mama doamnei Elena Cuza) în satul Solești din comuna omonimă din județul Vaslui (la o distanță de 15 km de Vaslui, pe DN24, spre Iași).
Biserica “Adormirea Maicii Domnului” din Solești se află pe Lista monumentelor istorice din județul Vaslui din anul 2015, ca parte a Ansamblului curții boierești de la Solești. Ea se află la est de conac și are codul de clasificare  VS-II-m-A-06881.04. 

## Istoric
Biserica “Adormirea Maicii Domnului” din Solești a fost construită între anii 1859-1860 de către Ecaterina Rosetti (văduva postelnicului Iordachi Rosetti-Solescu și mama doamnei Elena Cuza), cu ajutorul fiilor săi Elena și Constantin.  Lăcașul de cult a fost zidit în partea de est a curții boierești de la Solești. După finalizarea construcției, într-o criptă din partea de sud a pronaosului bisericii au fost mutate osemintele postelnicului Iordache Rosetti și a mamei sale Ecaterina Gavrilița Catargi, ambii decedați în ianuarie 1846. Cele două morminte au fost acoperite cu lespezi funerare.
Biserica a îndeplinit funcția de paraclis al curții boierești până în anul 1893, când Gheorghe Rosetti-Solescu (1853–1916), proprietarul moșiei Solești, ministru plenipotențiar la Sankt Petersburg, a donat-o comunității locale, căreia i-a impus să asigure „demna căutare a sfântului lăcașu ctitoricescu”, iar pentru „evlavia părinților” săi, preoții parohi trebuiau să asigure „grijile bisericești obișnuite”. Boierul a continuat să rămână epitrop, el luându-și angajamentul de a continua să se îngrijească de buna funcționare a lăcașului, la fel ca și înaintașii săi.  Biserica a devenit astfel biserică parohială.
Biserica a suferit mai multe reparații în decursul timpului. Astfel, turnul clopotniță a fost reparat în anul 1900, iar acoperișul de șindrilă a fost înlocuit în 1902 cu unul de tablă. Edificiul a fost avariat de cutremurul din 10 noiembrie 1940.  Turnul clopotniță a fost refăcut în 1945, apoi în 1960 s-au făcut intervenții la fronton. Biserica a fost consolidată în anul 1988. 
Biserica adăpostește valoroase obiecte de cult, printre care menționăm o evanghelie argintată, un chivot de argint și o dveră plușată despre care se spune că ar fi donația Doamnei Elena Cuza, cărți vechi cu litere chirilice (legate în piele), veșminte din mătase naturală. 
În anul 1988, sub păstoria preotului paroh Ionel Ogrinji, cu sprijinul enoriașilor din Solești s-au început lucrările de reparații capitale ale bisericii, împodobindu-se și cu pictură nouă, în tehnica frescă, de către pictorul Stelian Onica. Biserica a fost resfințită în anul 1997. 

## Arhitectură
Biserica a fost construită din cărămidă pe fundație de piatră, fiind inițial acoperită cu șindrilă. Ea are formă dreptunghiulară, cu absida altarului semicirculară, decroșată, un turn-clopotniță deasupra pronaosului și intrare prin partea de vest. 
Fațada vestică a clădirii este realizată în stil neoclasic, fiind formată dintr-un fronton triunghiular, sprijinit pe doi stâlpi, adosați cu bază ionică și capitel simplu, ancadramente cu deschideri în arc în plin cintru și muluri simple sub cornișă. Turnul-clopotniță are o secțiune pătrată, cu acoperiș în patru ape, fiind decorat cu o friză de arcaturi deasupra ferestrelor. 
Interiorul bisericii este compartimentat în patru încăperi: pridvor, pronaos, naos și altar. Trecerea între pronaos și naos este marcată printr-un arc dublou. La partea superioară, pronaosul și naosul au o boltă sprijinită pe pandantivi, iar altarul are o semicalotă pe arcuri dublou. 

## Obiecte de patrimoniu
Biserica “Adormirea Maicii Domnului” din Solești păstrează un bogat inventar de cult, donat de ctitori: iconostasul cu icoane pictate în ulei pe lemn, obiecte de argintărie și cărți religioase.
Biblioteca familiei Rosetti Solescu a fost risipită după exproprierea conacului boieresc în 1949. Printre cărțile salvate se află un Ceaslov tipărit la Mănăstirea Neamț în anul 1833, scos din gunoi în 1947 de cântărețul bisericesc Serafim Lupu și dat Parohiei Solești, în al cărei inventar se află și în prezent. Pe acest ceaslov se află următoarea însemnare: „Acest Ciaslov a fost găsit de enoriași în stare rea față de podoaba lui de altă dată. Până în 1944, locul de cinste și cuvenit era în biblioteca ctitorei D-na Ecaterina Rosetti, de unde cu ocazia marilor prefaceri a fost desfăcut de podoaba ctitorilor și dat gunoiului de cei străini de adevăr – slugile tatălui minciunii. Creștin cu suflet sunt și acum le-am strâns ca și pe multe perle dându-le parohiei pentru biserica „Adormirea”, unde este ctitoria celei ce a fost D-na Rosetti, născută Sturza, ca și mormântul. În 1947 cu apelul și sfatul pr. paroh Porubin, a fost legat și aranjat în podoaba de față cu cheltuiala enoriașului Andrei Th. Iacob”. Mai jos se află semnătura autorului: „Serafim Lupu, cântăreț paroh. Solești, 28 Mart. 1947”. 

## Morminte
În pronaosul bisericii se află cripta unde au fost depuse osemintele lui Gheorghe (Iordachi) Rosetti-Solescu (1796–1846) și ale mamei sale, Ecaterina (Catrina) Gavrilița Catargi, decedați ambii în ianuarie 1846. Pe mormânt se află o placă funerară din piatră (194 x 80 x 23 cm), având săpată următoarea inscripție în limba română cu caractere chirilice: „La acest semnu de pominire / Caută omule și vezi / Cum a lumii fericiri / Azi o ai și mâine o pierzi / Iar nu mai plângi trista moarte, / Căci aice sânt moșt…/ Din ci lume a ta soartă / Să trece ca un noian. / Mult iubita me soție, / Din preună cu ai mei fii, / Acest înscrisu mi-au pus mie, / Pentru voi ce sânteți vii, / Ca oricând din întâmplare / Ici, pi piatră, vei citi / Să nu stai mult în neaflare, / Fără numile să-mi știi. / Căci aice Gheorghii și cu Catrina Rosăt / Zacu în pământ: / Fiu cu muma din preună îngropați / Într-un mormânt. / În vrâstă de 50 ani / Viața lui s-a curmat: / Ambii, în zăce și unu Ghenar au răposat, 1846:/ Deci, îndură-ti, străine / Și roagă pi cel mai sfânt / Ca să fi<e> ușoară țărâna/ Aice în mormânt. / La anul 1796: mart în 30, s-au născut: d. vornic / Iordaki Rosăt, fiul răposatului vornic Iordaki Rosăt și s-au săvârșit din viață la anul 1846: Ghenar 10”. 
În curtea bisericii se află mormintele mai multor membri ai familiei boierești Rosetti-Solescu: 
- mormântul comun al Ecaterinei Rosetti (1800-1869), fiica logofătului Dumitrache Sturza și a Doamnei Elena Cuza (1825-1909), soția domnitorului Alexandru Ioan Cuza - pe crucea funerară se află o placă cu următoarea inscripție: "Ecaterina ROSETTI, născută Sturdza, 17 Iulie 1800 - 11 Aprilie 1869", în timp ce pe lespedea funerară de pe mormânt este scris: "ELENA CUZA 17 Junie 1825 - 1 Aprilie 1909 DOAMNA ROMANIEI 24 Ian. 1859 - 11 Fevr. 1866".
- mormântul lui Gheorghe Rosetti-Solescu (1853-1916) - pe lespedea funerară de pe mormânt se află următoarea inscripție: "GHEORGHE C. ROSETTI-SOLESCU ministru plenipotențiar 30 noiembrie 1853 - 5 decembrie 1916".
- mormântul Olgăi Rosetti, născută Giers (1853-1924), fiica ambasadorului francez la Petrograd și soția lui Gheorghe Rosetti-Solescu.

Cele trei morminte din curtea bisericii se află pe Lista monumentelor istorice din județul Vaslui din anul 2015 și anume: 
- mormântul comun al Elenei Cuza și al mamei sale Ecaterina Rosetti - datând din sec. al XX-lea și având codul VS-IV-m-A-06919.01
- mormântul Olgăi Rosetti-Solescu - datând din 1924 și având codul VS-IV-m-A-06919.02
- mormântul lui Gheorghe Rossetti - datând din 1916 și având codul VS-IV-m-A-06919.03

## Imagini

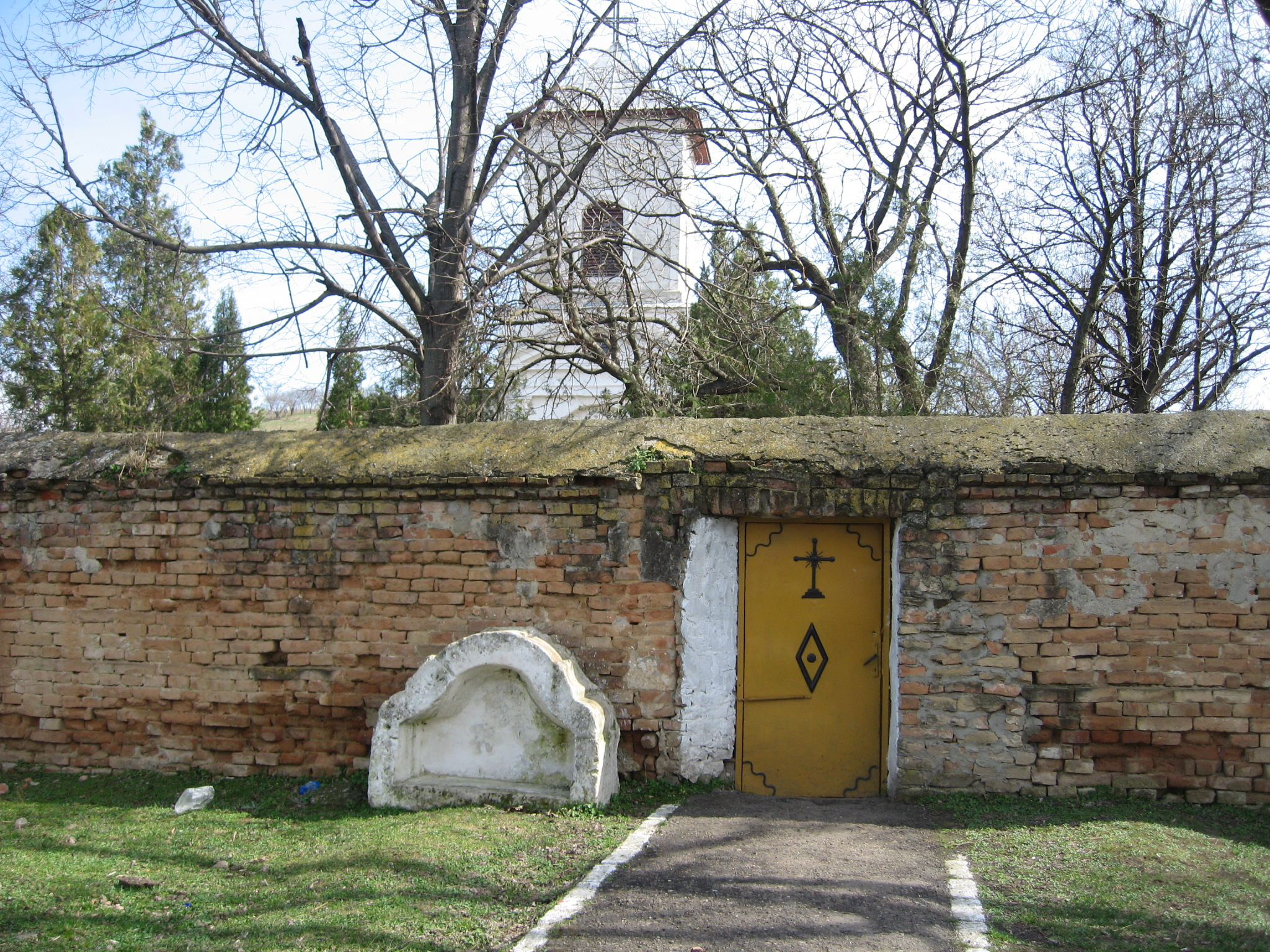
Intrarea din curtea conacului în curtea bisericii
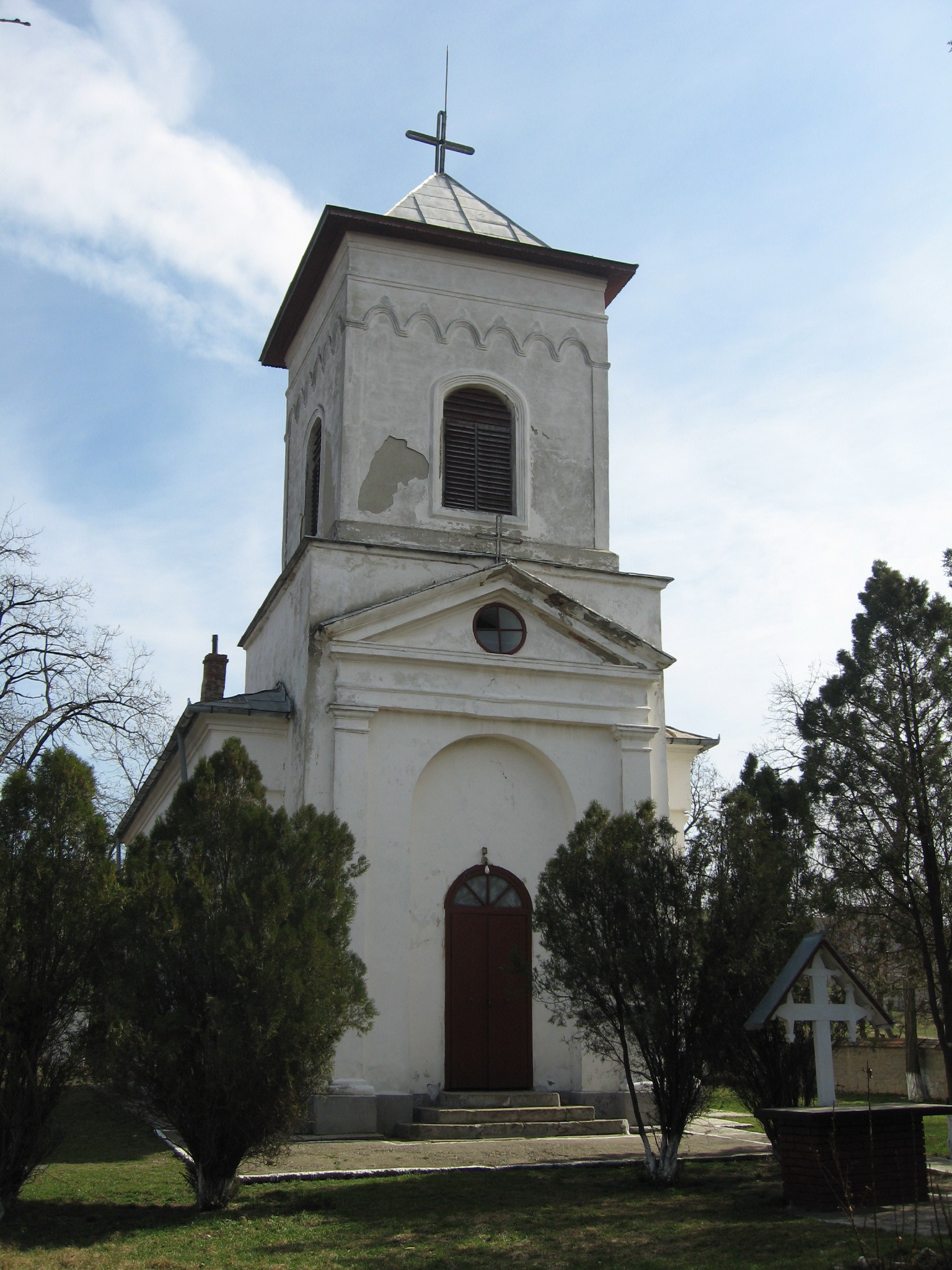
Biserica conacului din Soleşti
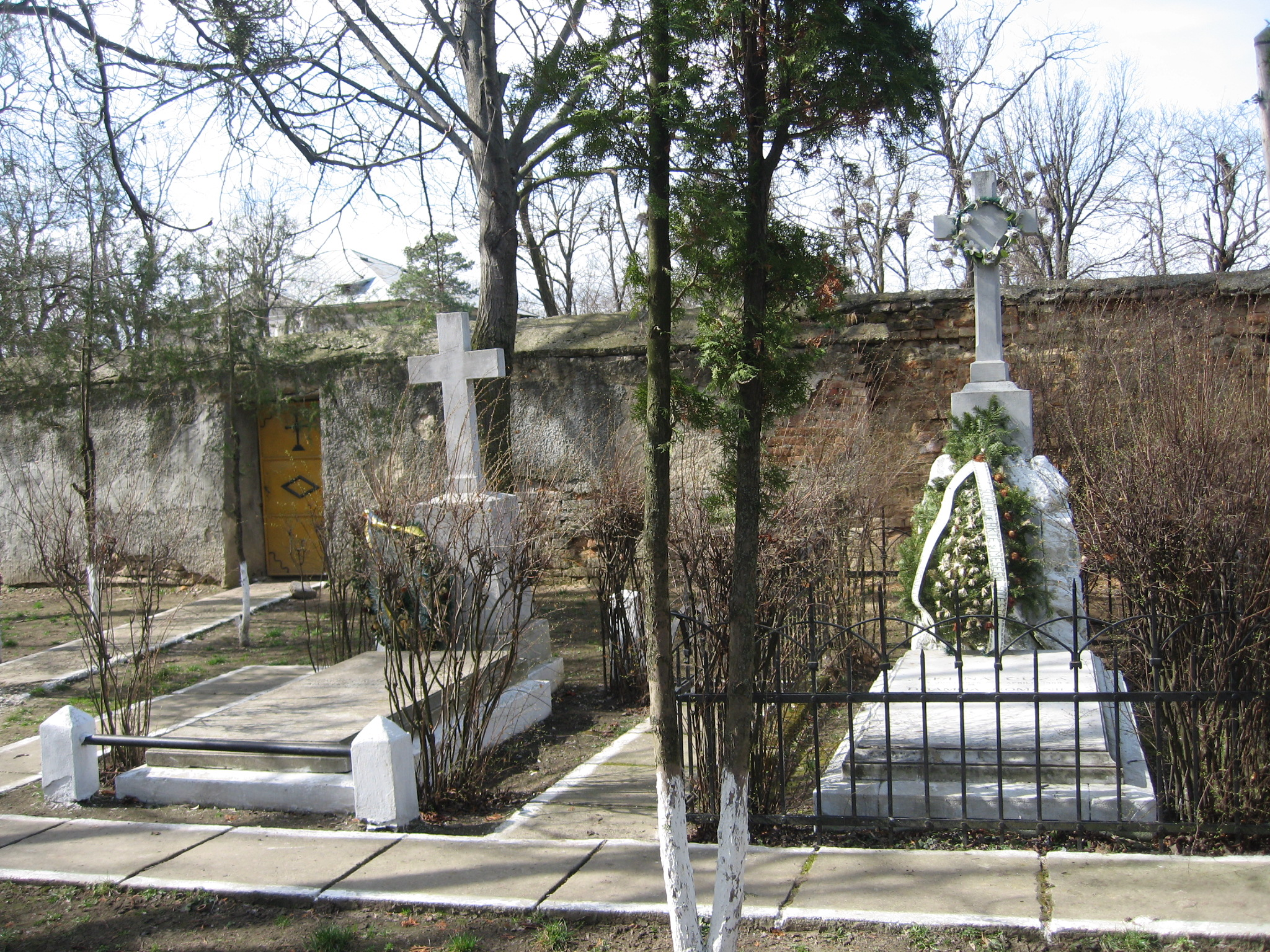
Morminte în curtea bisericii
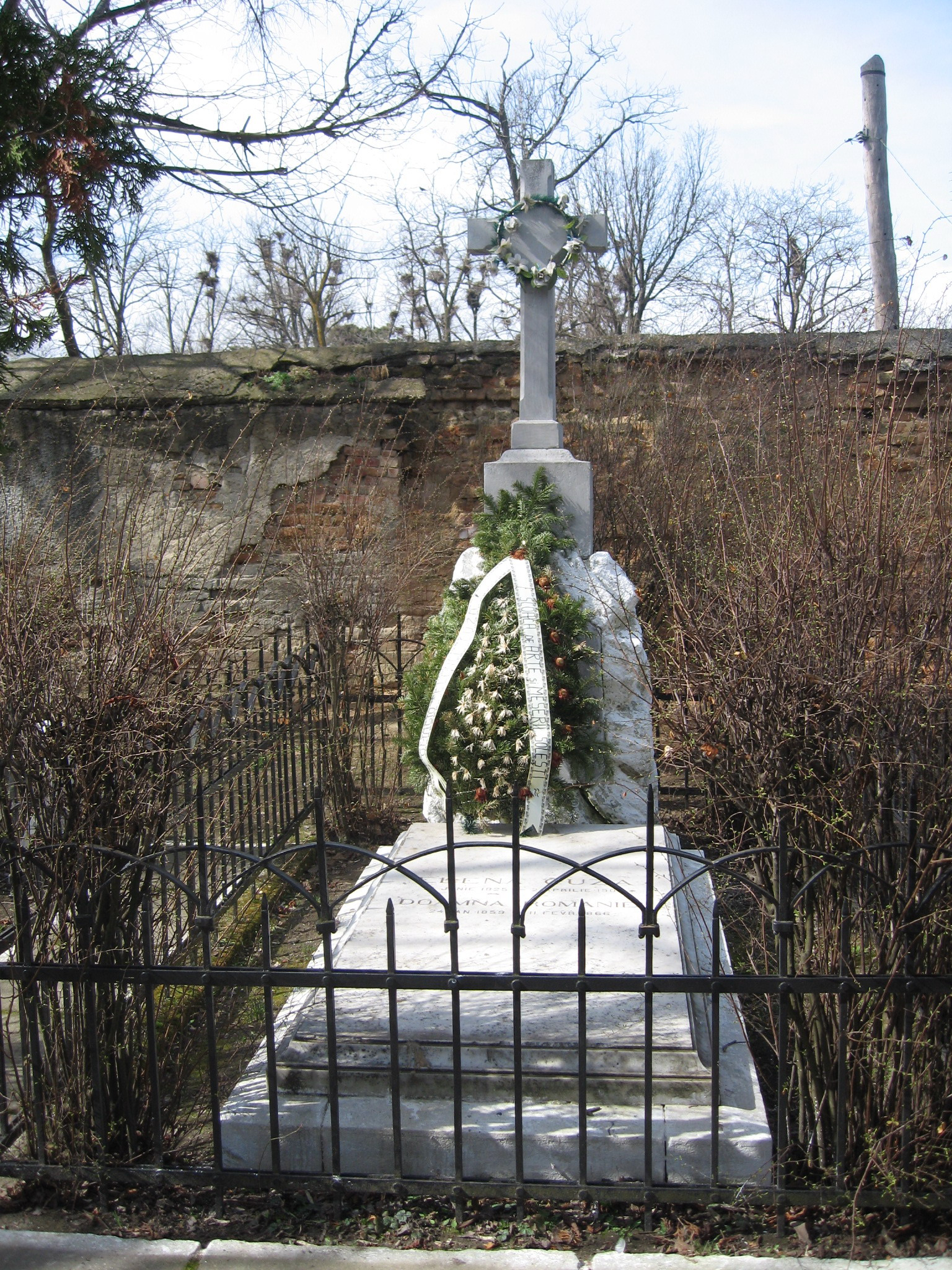
Mormântul doamnei Elena Cuza
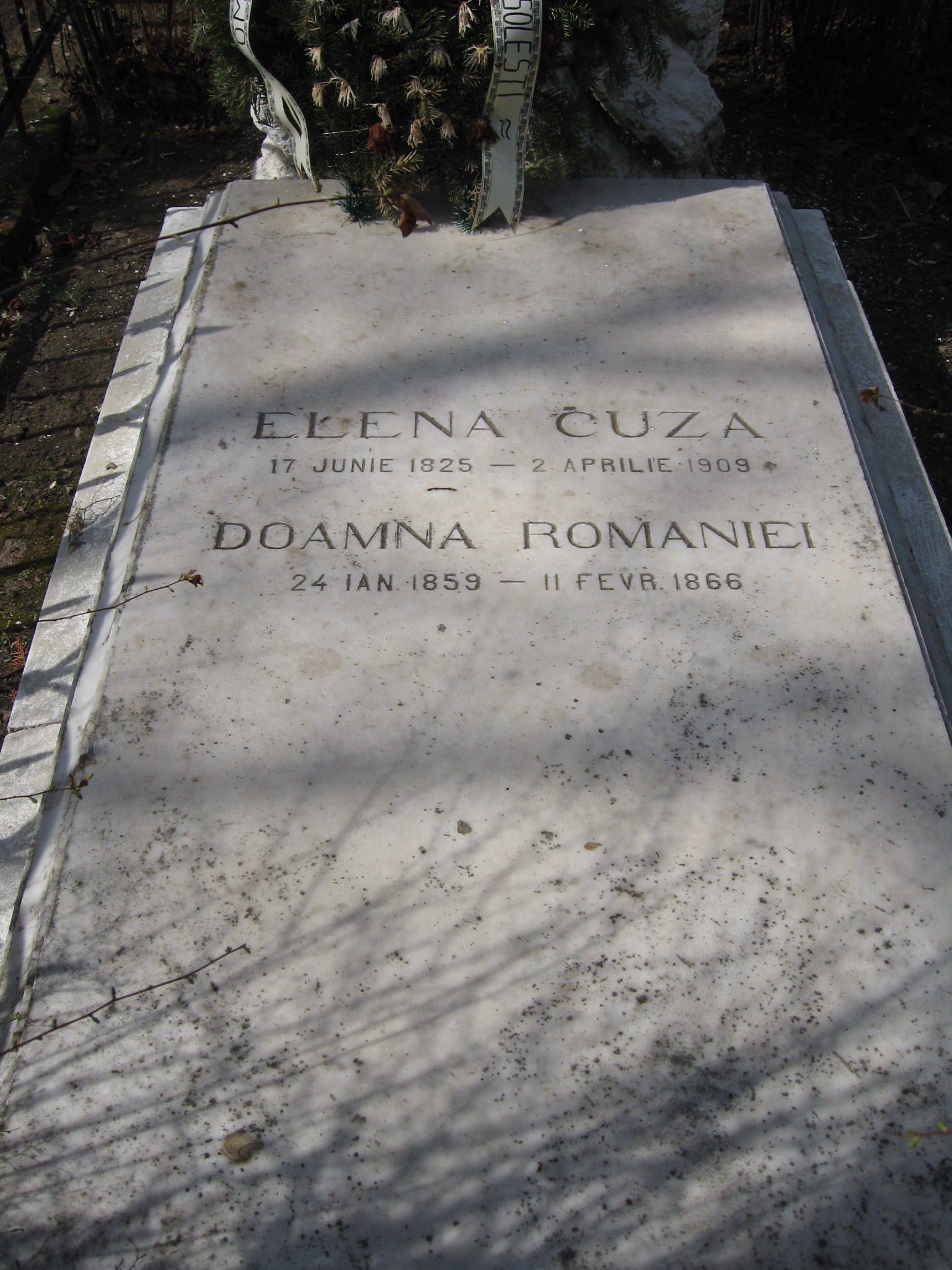
Lespedea funerară a doamnei Elena Cuza
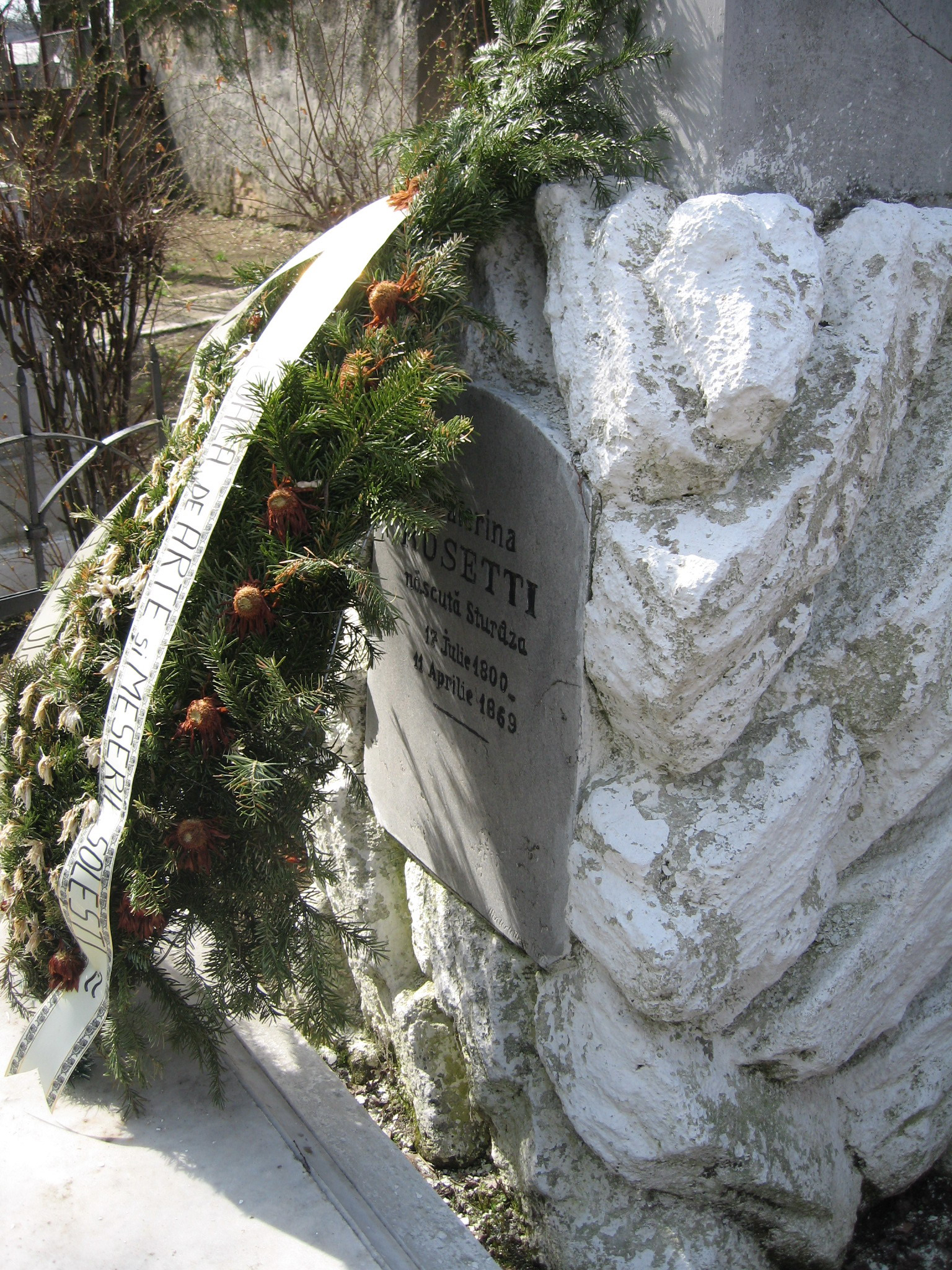
Mormântul Ecaterinei Rosetti
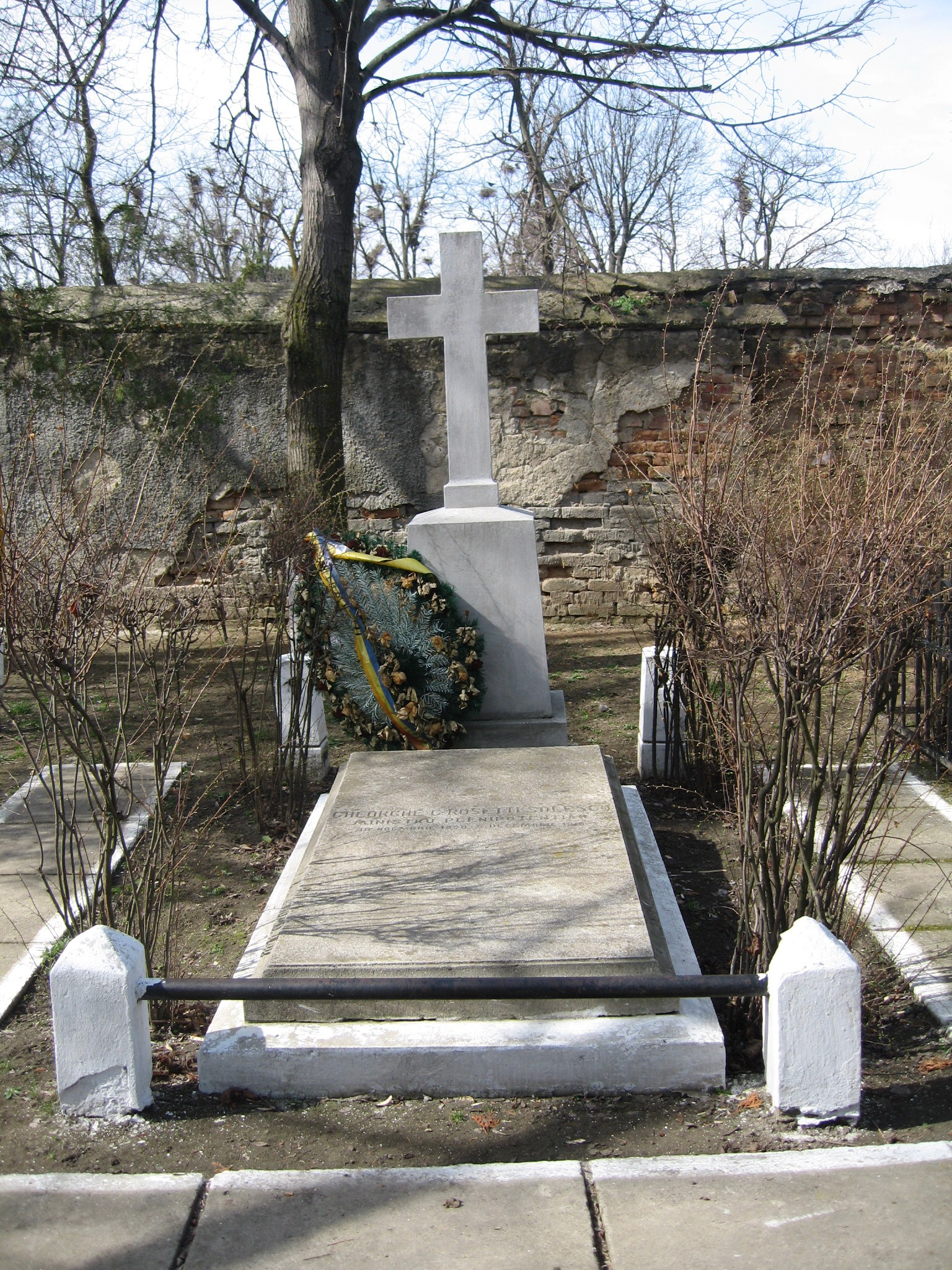
Mormântul lui Gheorghe Rosetti-Solescu